# Беседин, Александр Васильевич
Алекса́ндр Васи́льевич Бесе́дин (сентябрь 1913, д. Рождествено, ныне Гороховецкого района Владимирской области — 28 декабря 1944, Салксентмартон, Венгрия) — капитан, участник Великой Отечественной войны, Герой Советского Союза.

## Биография
Родился в сентябре 1913 года в деревне Рождествено, ныне Гороховецкого района Владимирской области. Окончил неполную среднюю школу, школу ФЗУ в Москве, Сталинградский судостроительный техникум (в 1941 году).
В Красной Армии в 1935—1937 годах и с июля 1941 года. В марте 1942 года окончил курсы политработников в Ростове-на-Дону. Член ВКП(б) с 1942 года. Служил заместителем командира батальона по политической части 936 стрелкового полка 254-й стрелковой дивизии 52-й армии Степного фронта.
1 октября 1943 года вместе с группой из 12 бойцов форсировал реку Днепр севернее города Черкассы, закрепился на правом берегу и отразил контратаку противника. 8 октября возглавил батальон вместо выбывшего из строя командира.
Указом Президиума Верховного Совета СССР «О присвоении звания Героя Советского Союза офицерскому, сержантскому и рядовому составу Красной Армии» от 22 февраля 1944 года за «образцовое выполнение боевых заданий командования при форсировании реки Днепр, развитие боевых успехов на правом берегу реки и проявленные при этом отвагу и геройство» удостоен звания Героя Советского Союза с вручением ордена Ленина и медали «Золотая Звезда» (№ 3348).
В декабре 1944 года временно исполнял дела заместителя командира 1 батальона по политчасти 336 погранполка. Убит пьяным красноармейцем 28 декабря 1944 года в селе Салксентмартон, ныне город в медье Бач-Кишкун, Венгрия. Похоронен там же.

## Награды
Награждён орденами:
1. Ленина
2. Красного Знамени
3. Красной Звезды

## Увековечение памяти

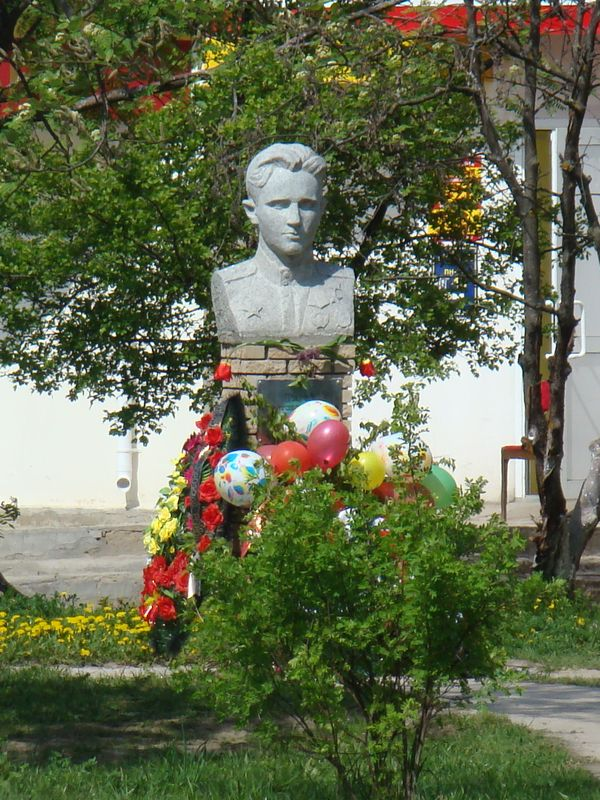
Памятник Александру Васильевичу Беседину в Гороховце

1. Именем А. В. Беседина названа улица в Гороховце (сейчас улица Братьев Бесединых).
2. Там же установлен памятник.
3. На доме, где жил А. В. Беседин (Гороховец, ул. Набережная), установлена мемориальная доска.